# Johann Salige

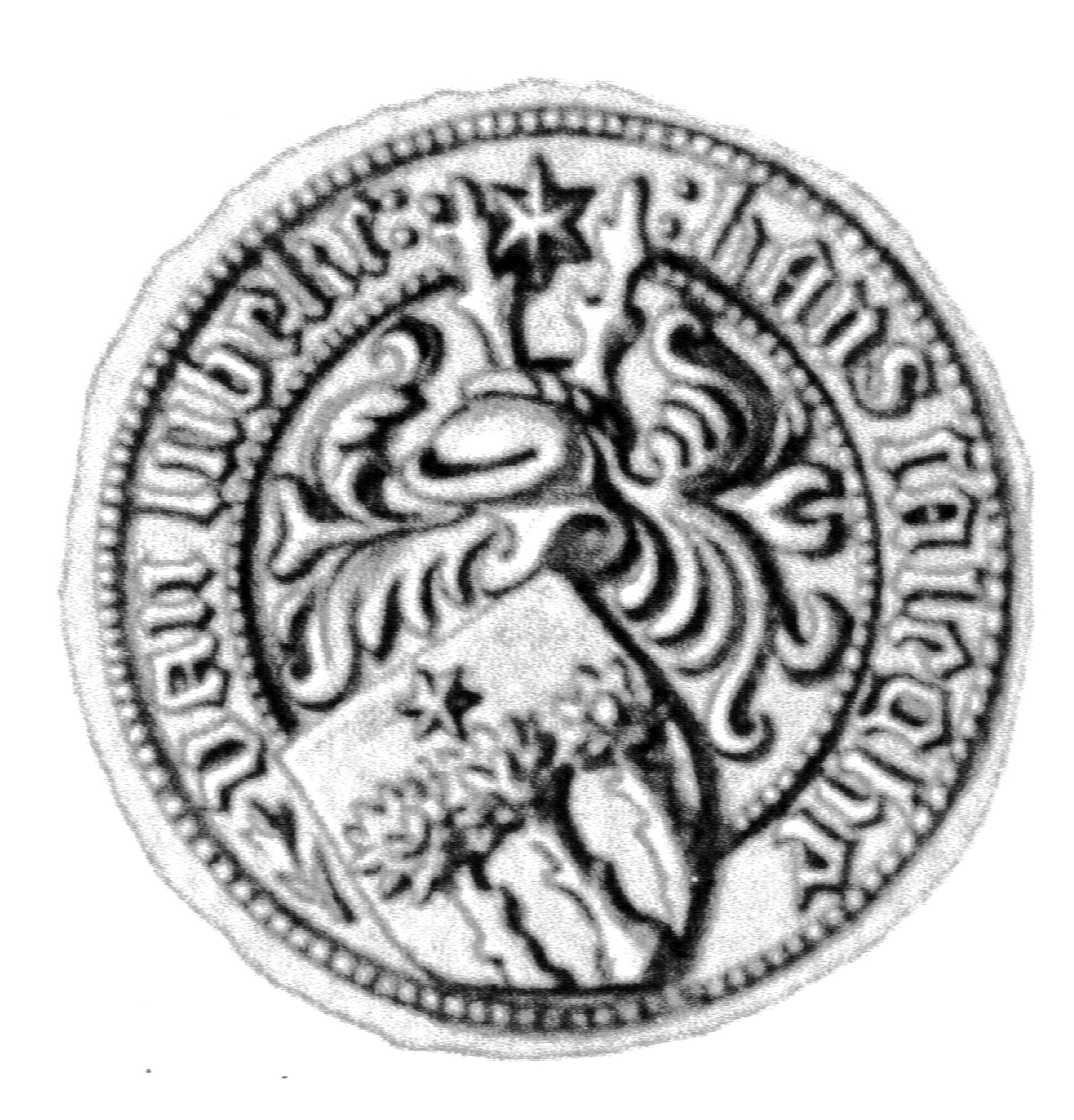
Siegel des Johann Salige

Johann Salige (* wohl vor 1485 in Lübeck; † 1530 ebenda) war Kaufmann und Ratsherr der Hansestadt Lübeck.

## Leben
Als Sohn des Lübecker Bürgers und Kaufmanns Marquart Salige heiratete Johann Salige 1507 mit seiner Frau Richel Brömse (um 1477–1517) in den engsten Kreis des Lübecker Patriziats ein. Ihr Vater war der 1502 verstorbene Lübecker Bürgermeister Heinrich Brömse. Gemeinsam mit ihren Eltern und Geschwistern ist sie auf dem Seitenflügel des Retabels auf dem Altar in der Grabkapelle in einer südlichen Seitenkapelle der Jakobikirche abgebildet. Ihre Tochter Elisabeth († 1569) war Äbtissin des Johannis-Kloster.
Der Kaufmann Salige hatte Kontakte nach Oberdeutschland. Bekannt ist ein Vertrag (1512) über die Herstellung von Verlagserzeugnissen mit einem Nürnberger Geschäftspartner. 1518 wurde Salige in den Lübecker Rat gewählt. Gesellschaftlich war er Mitglied mehrerer Bruderschaften, so seit 1493 in der Antoniusbruderschaft, in der Leonhardsbruderschaft, der Leichnamsbruderschaft und der Rochusbruderschaft. 1512 kaufte er das Haus Königstraße 33.

## Stifter
Salige ist in der Lübecker Geschichte vor allem als Stifter hervorgetreten. So gehörte er zu den Vorstehern des 1515 eröffneten St.-Annen-Klosters.

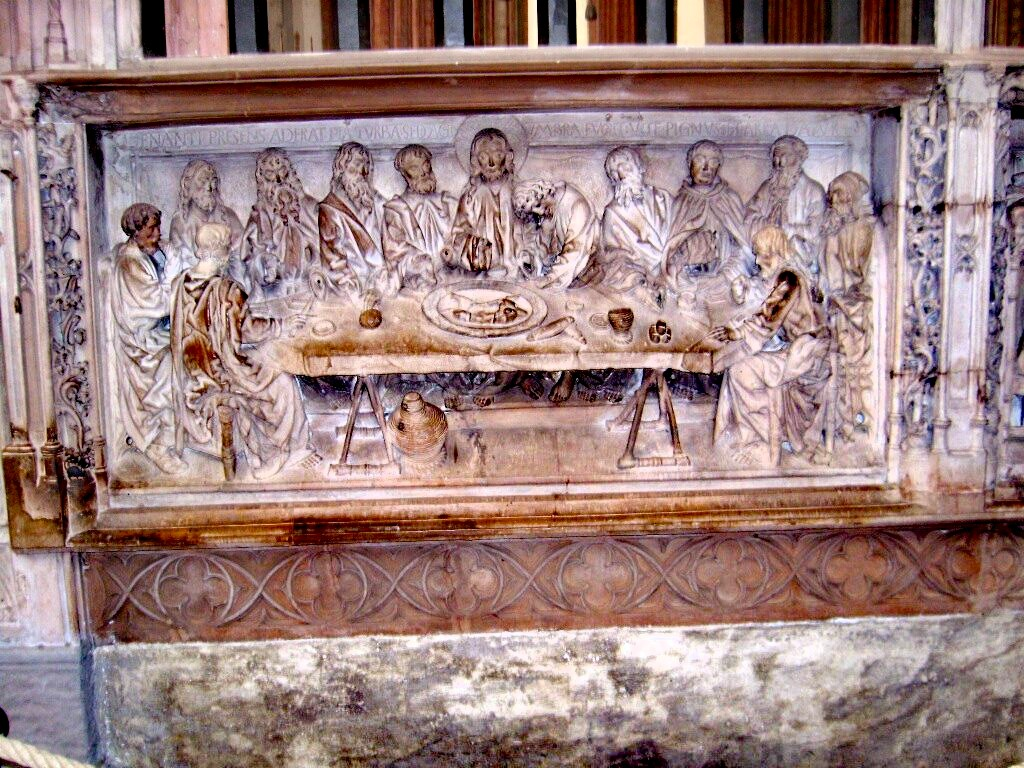
Passionsrelief in der Lübecker Marienkirche, der dunkle Fleck links unten ist die Maus

Gemeinsam mit seinem Vater stiftete er vier von Heinrich Brabender gefertigte Reliefs aus Baumberger Sandstein mit Passionsszenen für die Chorschranke (um 1510/12) in St. Marien mit den Bildern der Fußwaschung, des Abendmahls, des Ölbergs und der Gefangennahme. Mit der im Abendmahlrelief enthaltenen weltberühmten Kirchenmaus schuf Brabender eines der Lübecker Wahrzeichen. In der Jakobikirche stammen wohl weiter das Relief im Mittelteil (Erlöserwerk Christ) wie Predella des vom Bürgermeister Heinrich Brömse gestifteten Altars in der Familienkapelle von Heinrich Brabender.
Der Zeitpunkt der Errichtung des Lettners der Marienkirche fällt 1518 mit seiner Wahl in den Rat zusammen. Im Jahr zuvor war seine Frau verstorben. Gemeinsam mit dem zugereisten Kaufmann Godart Wigerinck († 1518), dessen bronzene Grabplatte von Peter Vischer aus Nürnberg heute noch erhalten ist, übernimmt er die Ausstattung der Westseite der Lettnerbalustrade mit Skulpturen von Heiligen. Anhand der angebrachten Familienwappen der Stifter und ihrer Ehefrauen weiß man, dass Salige die nördliche Seite übernahm und Wigerinck die südliche Seite. Die hölzernen Lettnerfiguren werden von beiden Auftraggebern an den Lübecker Bildschnitzer Benedikt Dreyer vergeben, der auch das Antoniusretabel für die Antoniusbrüderschaft herstellte. Diese Figuren sind beim Luftangriff am Palmsonntag 1942 verbrannt und nur noch fotografisch dokumentiert.